# Prognathie

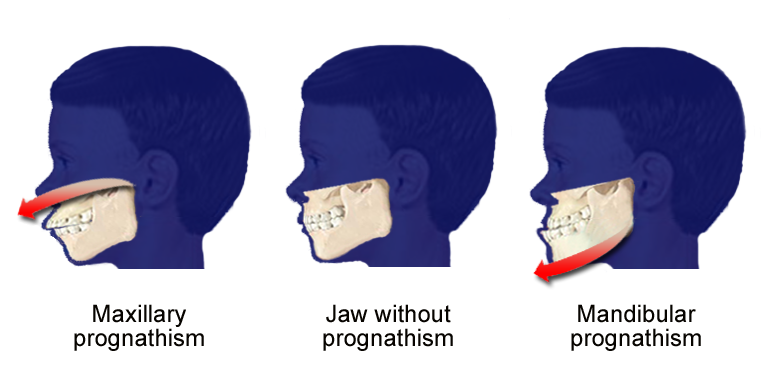
Links maxillaire prognathie, rechts mandibulaire prognathie

Prognathie is een kaakafwijking waarbij de onderkaak (mandibula) of bovenkaak (maxilla) iets naar voren staat. Als de onderkaak verder naar voren staat, is er sprake van mandibulaire prognathie, als de bovenkaak verder naar voren staat van maxillaire prognathie. Als beiden verder naar voren staan, dan is er sprake van bimaxillaire prognathie.
Vooral in de volksmond wordt voor mandibulaire prognathie het woord centenbak veel gebruikt. Deze afwijking kan in de jeugd nog worden tegengegaan door orthodontie, een beugel en/of slotjes. Is men eenmaal volwassen, dan is vaak een chirurgische kaakcorrectie nodig indien men lichamelijk en/of psychisch last heeft van de kaakafwijking.
Het kan ook ontstaan door letsel of door een foute aansluiting van de boven- en ondertanden. Een kaakcorrectie wordt vrijwel altijd gedaan in combinatie met orthodontie. In de meeste gevallen worden zowel de onderkaak als de bovenkaak doorgezaagd en enkele millimeters verplaatst en soms iets rechter gemaakt. Alleen in ernstige gevallen kan het een centimeter of meer verschil zijn, dit komt echter zelden voor.
Mensen die al hun tanden kwijt zijn of laten trekken voor een kunstgebit, raken hierbij ook de centenbak kwijt als de prothese juist wordt gemaakt. Door de gewijzigde stand van het gebit, is er vrijwel altijd geen sprake meer van een centenbak.